# Morten Bakke
Morten Bakke (Hedalen, 16 december 1968) is een voormalig betaald voetballer uit Noorwegen die speelde als doelman gedurende zijn carrière. Hij beëindigde zijn loopbaan in 2005 bij Hønefoss BK.

## Interlandcarrière
Bakke speelde in totaal twee interlands voor het Noors voetbalelftal. Onder leiding van bondscoach Nils Johan Semb maakte hij zijn debuut voor de A-ploeg op 4 februari 2000 in het vriendschappelijke duel tegen Zweden (1–1) in La Manga del Mar Menor, net als Mike Kjølø (Stabæk IF) en Jan Frode Nornes (Odd Grenland). Hij nam met zijn vaderland deel aan het Europees kampioenschap voetbal 2000, maar kwam niet in actie tijdens dat toernooi.

## Erelijst
Molde FK
- Beker van Noorwegen

1994
 Vålerenga IF
- 1. divisjon

2001
- Beker van Noorwegen

2002